# Стальмах, Павел
Павел Стальмах (13 августа 1824, Базановице — 13 ноября 1891, Цешин) — польский журналист, писатель, общественный и национальный деятель Тешинской Силезии.

## Биография
Окончил начальную школу и Евангелическо-лютеранскую школе в Цешине. В 1843 году он поступил в Братиславу, где он встретил Людовита Штура — активиста словацкого национального возрождения. В 1842, в Цешина Стальмах основал «Złączenie Polskie».
Во время Славянского конгресса в Праге настаивал на слиянии Цешинской Силезии с Галицией, а Силезии (которая была тогда под властью Пруссии) с Великой Польшей. За свою общественную деятельность и антиправительственные статьи был заключен в тюрьму и неоднократно наказывался штрафом.
Вместе с Анджеем Цинтяла был видным польским активистом в Тешинской Силезии.
Стальмах был протестантом, но как раз перед смертью он перешел в католичество. Похоронен на городском кладбище в Цешине.

## Произведения
- Światło prawdy w narodowych stosunkach Śląska wydane w Cieszynie w 1884, dostępne w wersji cyfrowej na PBI (недоступная ссылка),
- W obronie własnej z 1887 roku, dostępne w wersji cyfrowej na PBI (недоступная ссылка),
- Księgi rodu słowiańskiego 1889, dostępne w wersji cyfrowej na PBI (недоступная ссылка),
- Zbiór pieśni polskich
- Cieszymir (1890)
- Bój na Dobropolu (1890)
- Pamiętniki Pawła Stalmacha (1910)